# Колінет
Колінет (англ. Colinet) — містечко в Канаді, у провінції Ньюфаундленд і Лабрадор.

## Населення
За даними перепису 2016 року, містечко нараховувало 80 осіб, показавши скорочення на 27,3%, порівняно з 2011-м роком. Середня густина населення становила 12,8 осіб/км².
З офіційних мов обидвома одночасно не володів жоден з жителів, тільки англійською — 80.
Працездатне населення становило 44,4% усього населення, рівень безробіття — 25% (0% серед чоловіків та 50% серед жінок). 87,5% осіб були найманими працівниками, а 0% — самозайнятими.

## Клімат
Середня річна температура становить 5,3°C, середня максимальна – 18,9°C, а середня мінімальна – -9,6°C. Середня річна кількість опадів – 1 475 мм.
| Клімат поселення                              | Клімат поселення | Клімат поселення | Клімат поселення | Клімат поселення | Клімат поселення | Клімат поселення | Клімат поселення | Клімат поселення | Клімат поселення | Клімат поселення | Клімат поселення | Клімат поселення | Клімат поселення |
| Показник                                      | Січ.             | Лют.             | Бер.             | Квіт.            | Трав.            | Черв.            | Лип.             | Серп.            | Вер.             | Жовт.            | Лист.            | Груд.            |                  |
| Середній максимум, °C                         | 1,01             | 0,36             | 3,22             | 7,62             | 11,98            | 16,10            | 18,20            | 18,87            | 16,01            | 11,41            | 6,98             | 2,51             |                  |
| Середня температура, °C                       | −4               | −4,63            | −1,78            | 2,59             | 6,96             | 11,10            | 14,85            | 15,51            | 12,65            | 8,06             | 3,63             | −0,84            |                  |
| Середній мінімум, °C                          | −9,01            | −9,64            | −6,79            | −2,4             | 1,96             | 6,08             | 11,50            | 12,15            | 9,29             | 4,71             | 0,27             | −4,19            |                  |
| Норма опадів, мм                              | 143              | 123              | 124              | 102              | 101              | 111              | 110              | 113              | 131              | 142              | 137              | 138              |                  |
| Середньомісячна швидкість вітру, м/с          | 8.34             | 7.53             | 7.10             | 6.47             | 5.70             | 5.31             | 5.13             | 5.22             | 5.83             | 6.70             | 7.40             | 8.08             |                  |
| Середньомісячна сонячна радіація, кДж/м²·день | 3965             | 6735             | 10692            | 13983            | 17163            | 19104            | 18929            | 16130            | 12136            | 7321             | 4183             | 3099             |                  |
| --------------------------------------------- | ---------------- | ---------------- | ---------------- | ---------------- | ---------------- | ---------------- | ---------------- | ---------------- | ---------------- | ---------------- | ---------------- | ---------------- | ---------------- |
| Джерело:                                      |                  |                  |                  |                  |                  |                  |                  |                  |                  |                  |                  |                  |                  |